# ピンク・ベイビーズ
ピンク・ベイビーズは、作曲家の都倉俊一の全面監修・プロデュースによる、ピンク・レディーの曲を公式に歌い継ぐ正式な後継ユニットである。主にピンク・レディーの持ち歌をレパートリーとし、他の歌手の歌を取りあげる場合でも通常は都倉作品のみを守備範囲とする。都倉俊一『Pan Pacific Project』第1弾として2013年にプロジェクトが開始され、2014年に御披露目された（当初は14名もの大所帯であった。2015年4月には農林水産省から「おいしい日本！食のジュニア PR 大使」に任命され、ユネスコ無形文化遺産にも登録された和食や日本の食文化の素晴らしさ、農林水産業の情報を若い世代から親世代、国内外へと広く伝える広報活動も行っている。2016年8月にファーストシングル「渚のシンドバッド」発売、2017年2月にセカンドシングル「UFO」発売）。 2017年5月26日に開催された単独ライヴをもって全員卒業して形式的には活動停止だが事実上解散した。 2018年9月3日に NHK BSプレミアムの番組「こころの歌人たち」で、一夜限りの復活を遂げた。大森莉緒、始関琉央、鈴木咲良、鈴木千夏、佐藤琴乃、菅沼茉祐、吉田亜衣奈の七名はこの収録に参加した。その番組は2018年9月30日の19：30～21：00に放映された。 これに参加しなかった、薮田奈々帆、櫻井優衣、荒川紗穂は、先の卒業が正式な卒業となる。

## 最後まで正式メンバーだった八名
- 大森莉緒（→ eyes, ラストアイドル→×純文学少女歌劇団→Ma'Scar'Piece）
- 佐藤琴乃 （→ Flowlight → AKIARIM）
- 始関琉央(→引退)
- 菅沼茉祐 (→Mayu Aina)
- 鈴木咲良 (→ 桃レボ＿ → 桃色革命  → Momograci →Pink plum )
- 鈴木千夏 (eyes→AKIARIM)
- 古川友佳理 (→引退)
- 吉田亜衣奈 (→Mayu Aina)

## 途中でメンバーではなくなった六名
- 朝田茉侑 (→引退)
- 栗山莉奈 (→引退)
- 正木琴菜 ( 2015年8月1日の TOKYO IDOL FESTIVAL をもって卒業[3] → ソロ → 引退）
- 薮田奈々帆 (→よしもとパフォーミングアカデミー東京校1期生)
- 櫻井優衣 (ソロ→ MyDearDarlin' → BlooDye →Momograci → FRUITS ZIPPER)
- 荒川紗穂 (→引退)

## ディスコグラフィー

### シングル
- Le Sinbad de la plage - （2015年7月2日 - 7月5日にフランス・パリで開催された“Japan Expo2015”のみの限定販売）
- 「渚のシンドバッド」（2016年8月31日発売、オリコンインディーズチャートにて5位を記録）
- 「UFO」（2017年2月15日発売、オリコンインディーズチャートにて1位を記録）

## TV 出演
- バズリズム - （2017年2月25日、日本テレビ系）

## イベント出演
- 第28回浅草かっぱ橋本通り下町七夕まつり - （2015年7月5日、同時期のフランス公演と重なっていた為、大森莉緒他、5名の選抜メンバーのみ出演）
- 横浜グルメンタ 2015 - （2015年9月19日、横浜赤レンガ倉庫前）
- ベトナムフェスティバル - （2016年6月11日、代々木公園）
- 台湾フェスタ 2016  - （2016年7月30日、代々木公園）
- 第2回納豆フェスタ - （2016年10月15日、代々木公園のけやき並木）